# En kväll i tunnelbanan
"En kväll i tunnelbanan" är en låt av den svenska gruppen Noice. Låten släpptes som den andra låten på deras album Tonårsdrömmar 1979. En kväll i tunnelbanan skrevs av basisten Peo Thyrén. Låten inspirerades av Velvet Undergrounds Sweet Jane och textmässigt av The Clash och Gary Numan.
Albumet som låten kom med på, Tonårsdrömmar, sålde dåligt när den kom ut. Men den 17 mars 1980 förändrades allt när Noice framförde låten i SVT:s Måndagsbörsen och blev berömda över en natt.
Även B-sidans "I natt é hela stan vår" skrevs av Peo Thyrén.
Låten har varit med på deras samlingsalbum H.I.T.S., Flashback Number 12, Svenska popfavoriter, Noice Forever: Hits 1979-2003 och 17 klassiker.

## Musiker
- Hasse Carlsson – sång/gitarr
- Peo Thyrén – elbas
- Freddie Hansson – klaviatur
- Robert Klasen – trummor

## Listplaceringar
| Lista (1979–1980) | Placering |
| ----------------- | --------- |
| Sverige           | 11        |

## Covers och Remixer
"En Kväll I Tunnelbanan 2020 " - CJ Antz 